# Philippe Brandt
Philippe Brandt est un ingénieur chimiste, industriel et savant français né le 25 juillet 1898 à Mulhouse et mort en cette ville le 28 mai 1981.

## Biographie
Philippe Brandt naît le 25 juillet 1898 à Mulhouse. Son père est Charles Brandt, lui-même déjà ingénieur chimiste, et sa mère Renée de Niederhausen. Il fréquente dans sa jeunesse le collège de Mulhouse, puis celui de Genève, avant d’entrer en 1919 à l’école supérieure de chimie de Mulhouse. Il y fait ses études supérieures et y prépare sa thèse de doctorat aux côtés du professeur Battegay, son sujet étant la sulfonation et la nitration de l’anthracène en milieu de pyridine.
Après avoir obtenu son doctorat, il est embauché en 1923 comme chimiste coloriste par les Établissements Scheurer Lauth de Thann, où il participe à l’ennoblissement des textiles. Pendant cette période, il effectue son service militaire au service des gaz de combat de Nantes puis en tant qu’ingénieur des poudres à la poudrerie de Saint-Chamas.
Il quitte Thann en 1928 pour aller travailler pour l’entreprise Durand et Huguenin à Bâle. Son travail est brièvement interrompu pendant la guerre, lorsqu’il s’engage en septembre 1944 dans le groupe mobile d’Alsace. Ses actions lui valent de recevoir par la suite la croix de guerre. De retour à Bâle à la fin du conflit, il poursuit sa carrière chez Durand et Huguenin, devenant sous-directeur technique, puis directeur, puis président du comité de direction jusqu’à sa retraite en 1964.
Outre ses fonctions professionnelles, il joue un rôle important dans le microcosme des émigrés français à Bâle, occupant les postes de président de l’école française de Bâle de 1948 à 1965 et de conseiller du commerce extérieur de la France de 1955 à 1968, tout en étant membre actif de la société de Bienfaisance et de la société des Anciens combattants,. Ces actions lui valent d’être fait chevalier dans l’ordre de la Légion d’Honneur le 19 juillet 1959.
Après avoir pris sa retraite en 1964, il retourne à Mulhouse, bien qu’il reste administrateur de Durand et Huguenin. En parallèle, il est nommé dès son arrivée président de la société industrielle de Mulhouse (SIM), à la tête de laquelle il reste jusqu’en 1972. Dans les années qui suivent, il joue un rôle de premier plan dans la vie économique locale, notamment en ce qui concerne les organisations professionnelles et la coopération économique avec la Suisse.
À côté de ses activités à caractère économiques, il se rapproche progressivement du monde de la culture. Il travaille ainsi d’abord sur l’histoire de la chimie, puis prend une place de plus en plus importantes au sein des sociétés d’histoire locale, devenant président de la société des Amis du Vieux Mulhouse en 1978. Il contribue également à l’évolution de l’enseignement au sein de l’école de chimie, dont il est président d’honneur de l’association des anciens élèves jusqu’à sa mort le 28 mai 1981.

## Œuvres

### Chimie
Philippe Brandt a fortement contribué à la création des colorants Indigosols pendant sa carrière chez Durand et Hugunenin. Après son retour à Mulhouse, il siège également à partir de 1969 et jusqu’à sa mort au conseil d’administration du centre de recherche textiles de Mulhouse.
Il joue également un rôle dans l’évolution de l’enseignement de la chimie à Mulhouse : président de 1967 à 1969, puis président d’honneur jusqu’à sa mort du Comité de l’association amicale des anciens élèves de l’école de chimie, il contribue à renforcer le la coopération entre les enseignants et l’industrie, afin de faciliter l’insertion des jeunes diplômés sur le marché de l’emploi. La pratique des stages dans l’industrie se développe ainsi à son initiative et il organise régulièrement des échanges entre élèves et ingénieurs chimistes. Il contribue également au développement de la fédération internationale des associations d’ingénieurs chimistes.

### Économie
Après son retour à Mulhouse, il prend un rôle important dans la vie économique régionale. Entre 1964 et 1972 il mène ainsi par l’intermédiaire de l’association interprofessionnelle de Mulhouse la restructuration des organisations professionnelles locales. Celle-ci aboutit à la fondation de l’Union patronale du Haut-Rhin en 1966, dont il est président jusqu’en 1970.
Militant de la coopération internationale, il travaille en outre beaucoup sur le développement des relations transfrontalières avec la Suisse. Il impulse ainsi la création de la REGIO et participe avec la chambre de commerce de Mulhouse et la chambre des industriels Bâlois à la création de l’association pour la promotion de la région frontalière, dont le but est d’aplanir les difficultés liées au travail des frontaliers en Suisse.

### Histoire
La plupart des travaux historiques de Philippe Brandt datent d’après son retour à Mulhouse et sont tournés vers la chimie et les textiles. Vice-président du musée de l’impression sur étoffes, il y met en place en partenriat avec l’école de chimie un groupe de travail chargé de retracer l’évolution des techniques d’impression sur étoffes. Il est également le principal contributeur, notamment pour la période 1822-1870, de l’ouvrage en trois volumes École de chimie de Mulhouse : Recherches et travaux des professeurs et anciens élèves, 1822-1972.
Il s’implique progressivement de manière plus générale dans l’histoire locale, d’abord en tant que soutien, par exemple en intervenant auprès de ses amis industriels pour financer la création du centre de recherche et d’études rhénanes en 1972. Il devient finalement président de la société des Amis du Vieux Mulhouse en 1978, où il redonne un nouveau souffle au Bulletin du Musée historique et participe à la rédaction de la somme Histoire de Mulhouse des origines à nos jours.